# كرايغ فارلي
كرايغ فارلي (بالإنجليزية: Craig Farley)‏ (17 مارس 1981 بأكسفورد في المملكة المتحدة - ) هو لاعب كرة قدم بريطاني في مركز الدفاع. لعب مع كولتشستر يونايتد ونادي واتفورد وتشيشام يونايتد ‏ وأكسفورد سيتي.

## وصلات خارجية
- كرايغ فارلي على موقع قاعدة بيانات كرة القدم.إي يو (الإنجليزية)
- كرايغ فارلي على موقع Soccerbase.com (لاعب) (الإنجليزية)